# Struthiolaria papulosa
Struthiolaria papulosa (nomeada, em inglês, large ostrich-foot; na tradução para o português, "pé-de-avestruz-grande"; em maori takai) é uma espécie de molusco gastrópode marinho pertencente à família Struthiolariidae, na ordem Littorinimorpha. Foi classificada por Thomas Martyn, em 1784, sendo o único táxon não-fóssil no gênero Struthiolaria Lamarck, 1816, agora nativo da região do sudoeste do Pacífico, na Nova Zelândia, com seu habitat na areia da zona entremarés e zona nerítica. Esta é a maior e a mais comum espécie da família Struthiolariidae Gabb, 1868.

## Descrição da concha
Concha inflada e robusta, chegando até os 11 centímetros de comprimento, quando desenvolvida; de espiral angular e moderadamente alta. Sutura (junção entre as voltas) bem demarcada, com voltas dotadas de leves estrias espiraladas, que lhe valeram a denominação científica de Struthiolaria sulcata Jonas, 1839, e com tubérculos espinescentes que lhe infundiram denominações científicas como Buccinum coronarium Lightfoot, 1786 (coronarium provindo de "coroa") ou Struthiolaria nodulosa Lamarck, 1816. O lábio externo é engrossado, mais ou menos amarelado; com seu canal sifonal bem curto. A coloração é amarelada ou alaranjada, com laivos flâmeos de um castanho-avermelhado. Interior e columela geralmente brancos, esta última dotada de um calo inferior. Opérculo muito pequeno, córneo e em forma de vírgula. A denominação de espécie, papulosa, provém de "pápula", uma elevação pequena, sólida e geralmente inflamatória da pele, que não contém pus; também proveniente de seus tubérculos espinescentes. Já sua denominação de gênero, Struthiolaria, provém de Struthio, o gênero do avestruz.